# BivX
BivX (por Bi-DivX) es un DivX que incluye dos pistas de sonido, igual que con un DVD, en el que es posible elegir entre un idioma u otro. BivX hace posible al usuario la elección de una u otra pista de sonido, y habitualmente se acompaña de subtítulos. A causa del espacio necesario adicional para almacenar las dos pistas de audio, se pierde calidad, por lo que normalmente BivX requiere dos CD-Roms para almacenarlo con excelente calidad.
- Datos: Q2904969